# Berghausen (Lindlar)
Die Hofschaft Berghausen ist ein Ortsteil der Gemeinde Lindlar, Oberbergischen Kreis im Regierungsbezirk Köln in Nordrhein-Westfalen (Deutschland).

## Lage und Beschreibung
Berghausen liegt im westlichen Lindlar westlich des größeren Ortes Schmitzhöhe an der Kreisstraße K24. Weitere Nachbarorte sind Wallerscheid, Kalkofen, Leienhöhe und Schönenborn. Berghausen grenzt an die Anlage des Georgshausener Golfplatzes. Der Haltepunkt Berghausen lag an der Leppetalbahn, welche stillgelegt ist.

## Geschichte
1470 wurde Berghausen das erste Mal als berghuysen urkundlich erwähnt und unterstand im 15. Jahrhundert dem Rentmeister zu Georghausen.
Die Topographia Ducatus Montani des Erich Philipp Ploennies, Blatt Amt Steinbach, belegt, dass der Wohnplatz bereits 1715 eine Freihof war, der als Berghusen beschriftet ist. Carl Friedrich von Wiebeking benennt die Hofschaft auf seiner Charte des Herzogthums Berg 1789 als Berghausen. Aus ihr geht hervor, dass der Ort zu dieser Zeit Teil der Honschaft Tüschen im Kirchspiel Hohkeppel des Gerichts Keppel war.
Der Ort ist auf der Topographischen Aufnahme der Rheinlande von 1817 als Berghausen verzeichnet. Die Preußische Uraufnahme von 1845 zeigt den Wohnplatz unter dem Namen Berghusen. Ab der Preußischen Neuaufnahme von 1892 ist der Ort auf Messtischblättern regelmäßig als Berghausen verzeichnet.
1822 lebten elf Menschen im als Haus kategorisierten und Berghausen bezeichneten Ort, der nach dem Zusammenbruch der napoleonischen Administration und deren Ablösung zur Gemeinde Hohkeppel der Bürgermeisterei Engelskirchen im Kreis Wipperfürth gehörte. Für das Jahr 1830 werden für den als Berghausen bezeichneten Ort zusammen mit Brandscheid, Herkenhain und Fuhs 43 Einwohner angegeben.
Der 1845 laut der Uebersicht des Regierungs-Bezirks Cöln als Hof kategorisierte Ort besaß zu dieser Zeit drei Wohngebäude mit 22 Einwohnern, alle katholischen Bekenntnisses. Die Gemeinde- und Gutbezirksstatistik der Rheinprovinz führt Berghausen 1871 mit zwei Wohnhäusern und 14 Einwohnern auf.
Im Gemeindelexikon für die Provinz Rheinland von 1888 werden für Berghausen zwei Wohnhäuser mit 11 Einwohnern angegeben. 1895 besitzt der Ort zwei Wohnhäuser mit zehn Einwohnern, 1905 werden zwei Wohnhäuser und zwölf Einwohner angegeben.
Aufgrund § 10 und § 14 des Köln-Gesetzes wurde 1975 die Gemeinde Hohkeppel aufgelöst und umfangreiche Teile in Lindlar eingemeindet. Darunter auch Berghausen.

## Sehenswürdigkeiten
Am Ortseingang von Berghausen befindet sich ein Wegekreuz aus dem Jahre 1766. Ferner findet sich ein sehenswertes Fachwerkhaus aus dem 17. Jahrhundert. Das Schloss Georgshausen, heute ein Golfhotel, liegt nördlich von Berghausen.

## Busverbindungen
Die nächste Haltestelle ist Schmitzhöhe, Kirche:
- 421 Lindlar – Immekeppel – Moitzfeld – Bensberg (RVK)
- 401 Industriegebiet Klause – Lindlar – Waldbruch – Schmitzhöhe – Hommerich – Kürten Schulzentrum (KWS)